# Karanasa alpherakyi
Karanasa alpherakyi is een vlinder uit de familie van de Nymphalidae, uit de onderfamilie van de Satyrinae. De soort is voor het eerst wetenschappelijk beschreven door Andrej Avinoff in een publicatie uit 1910.

## Verspreiding
De soort komt voor in Tadzjikistan (Pamir) en Afghanistan (Hindoekoesj).

## Ondersoorten
- Karanasa alpherakyi alpherakyi Avinoff, 1910
  - = Karanasa pamira alpherakyi
- Karanasa alpherakyi kafir Avinoff & Sweadner, 1951
  - = Karanasa pamira kafir Avinoff & Sweadner, 1951
- Karanasa alpherakyi twomeyi Wyatt, 1961
- Karanasa alpherakyi titan Wyatt & Omoto, 1966
- Karanasa alpherakyi transitoria Bogdanov, 2001